# Matías Santiago Sánchez
Matías Santiago Sánchez (San Martín, 5 luglio 1996) è un calciatore argentino, centrocampista del Fénix.

## Caratteristiche tecniche
È un trequartista.

## Carriera

### Club
Cresciuto nelle giovanili del Chacarita Juniors, ha esordito in prima squadra il 27 febbraio 2013 in occasione del match vinto 5-0 contro l'Acassuso.

### Nazionale
Nel 2013 ha vinto il campionato sudamericano Under-17 e successivamente ha partecipato ai Mondiali Under-17.

## Statistiche

### Presenze e reti nei club
Statistiche aggiornate al 9 marzo 2018.
| Stagione                 | Squadra                  | Campionato               | Campionato | Campionato | Coppe nazionali | Coppe nazionali | Coppe nazionali | Coppe continentali | Coppe continentali | Coppe continentali | Altre coppe | Altre coppe | Altre coppe | Totale | Totale | Totale |
| Stagione                 | Squadra                  | Comp                     | Pres       | Reti       | Comp            | Pres            | Reti            | Comp               | Pres               | Reti               | Comp        | Pres        | Reti        | Pres   | Reti   |        |
| ------------------------ | ------------------------ | ------------------------ | ---------- | ---------- | --------------- | --------------- | --------------- | ------------------ | ------------------ | ------------------ | ----------- | ----------- | ----------- | ------ | ------ | ------ |
| 2012-2013                | Chacarita Juniors        | BM                       | 1          | 0          | CA              | 0               | 0               |                    | -                  | -                  |             | -           | -           | 1      | 0      |        |
| 2015                     | Chacarita Juniors        | BN                       | 15         | 1          | CA              | 3               | 0               |                    | -                  | -                  |             | -           | -           | 18     | 1      |        |
| Totale Chacarita Juniors | Totale Chacarita Juniors | Totale Chacarita Juniors | 16         | 1          |                 | 3               | 0               |                    | -                  | -                  |             | -           | -           | 19     | 1      |        |
| 2016                     | Lanús                    | PD                       | 0          | 0          | CA              | 0               | 0               | CS                 | 0                  | 0                  |             | -           | -           | 0      | 0      |        |
| 2016-2017                | Lanús                    | PD                       | 7          | 1          | CA              | 1               | 0               | CL                 | 1                  | 0                  |             | -           | -           | 9      | 1      |        |
| 2017-2018                | Lanús                    | PD                       | 6          | 0          | CA              | 0               | 0               | CS                 | 0                  | 0                  |             | -           | -           | 6      | 0      |        |
| Totale carriera          | Totale carriera          | Totale carriera          | 29         | 2          |                 | 4               | 0               |                    | 1                  | 0                  |             | -           | -           | 34     | 2      |        |

## Palmarès

### Nazionale
- Campionato sudamericano Under-17: 1

Argentina 2013